# Зітцендорф
Зітцендорф (нім. Sitzendorf) — громада в Німеччині, розташована в землі Тюрингія. Входить до складу району Заальфельд-Рудольштадт. Складова частина об'єднання громад Міттлерес-Шварцаталь.
Площа — 2,52 км2. Населення становить 740 ос. (станом на 31 грудня 2021).

## Галерея

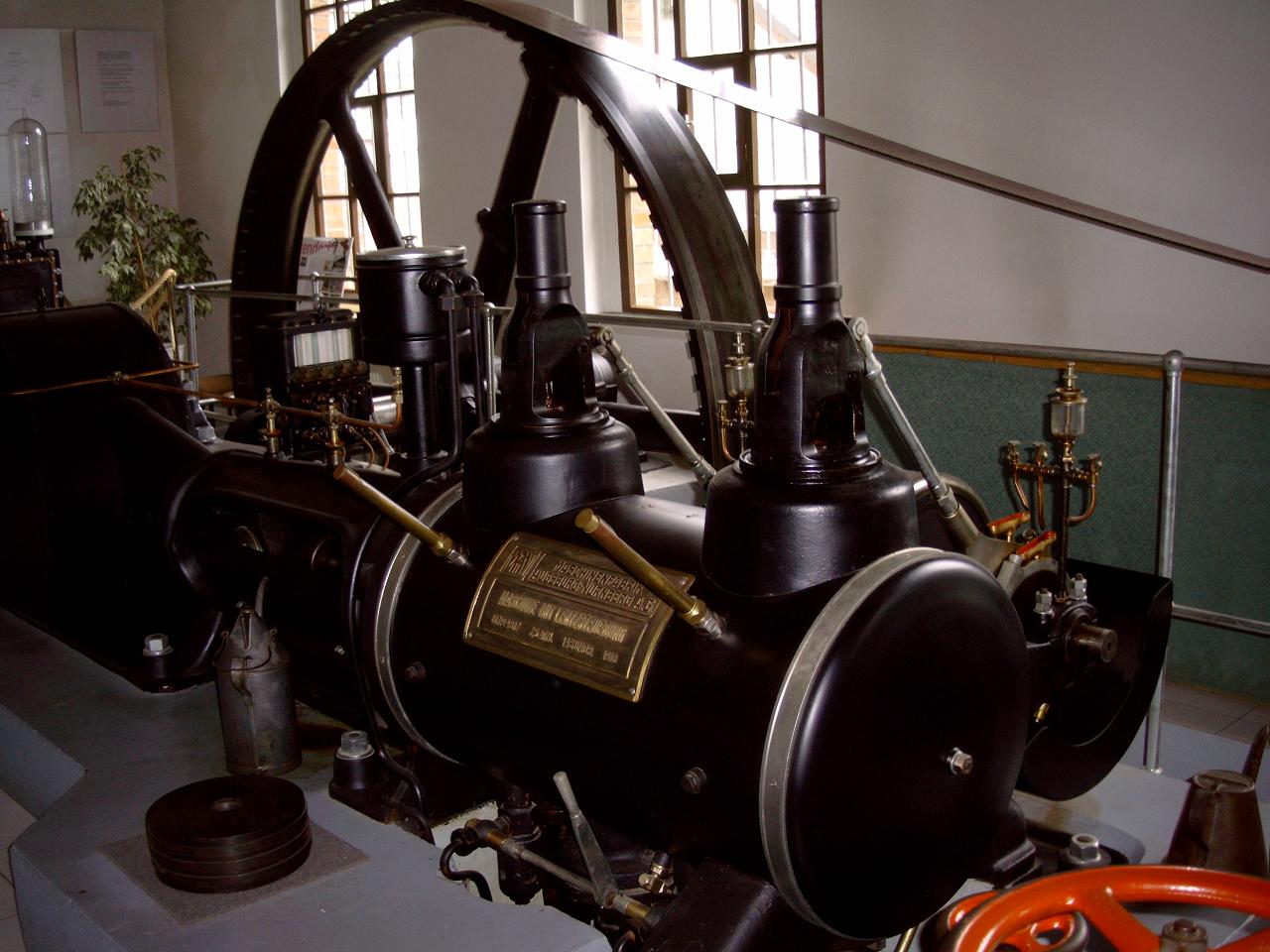
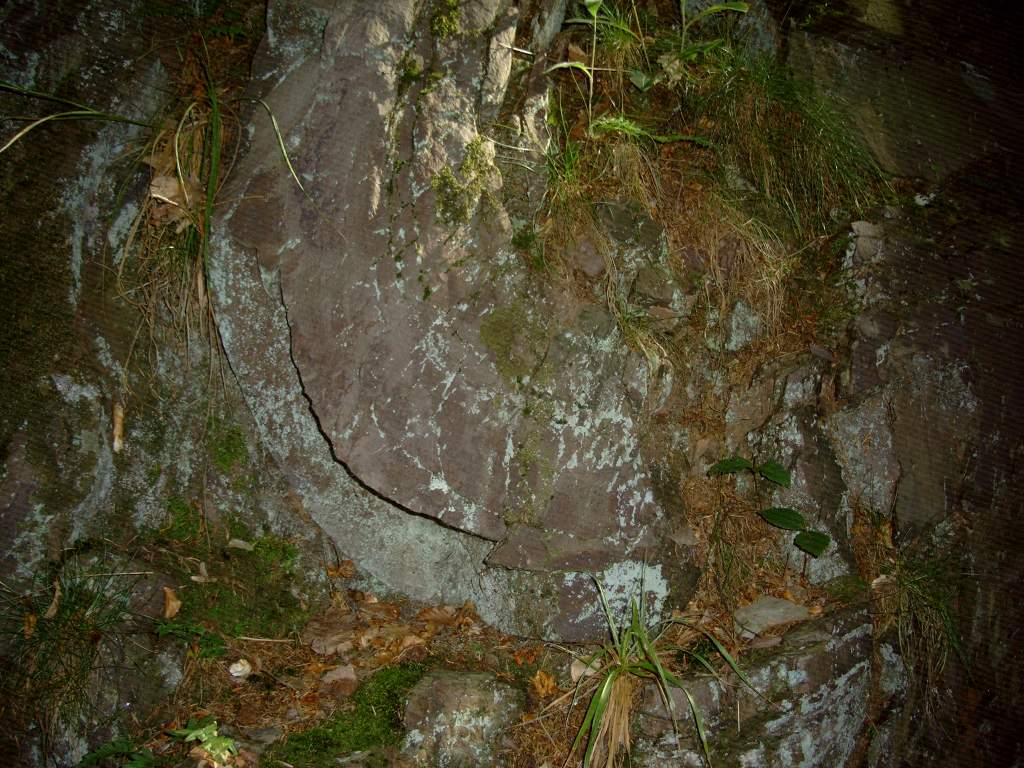
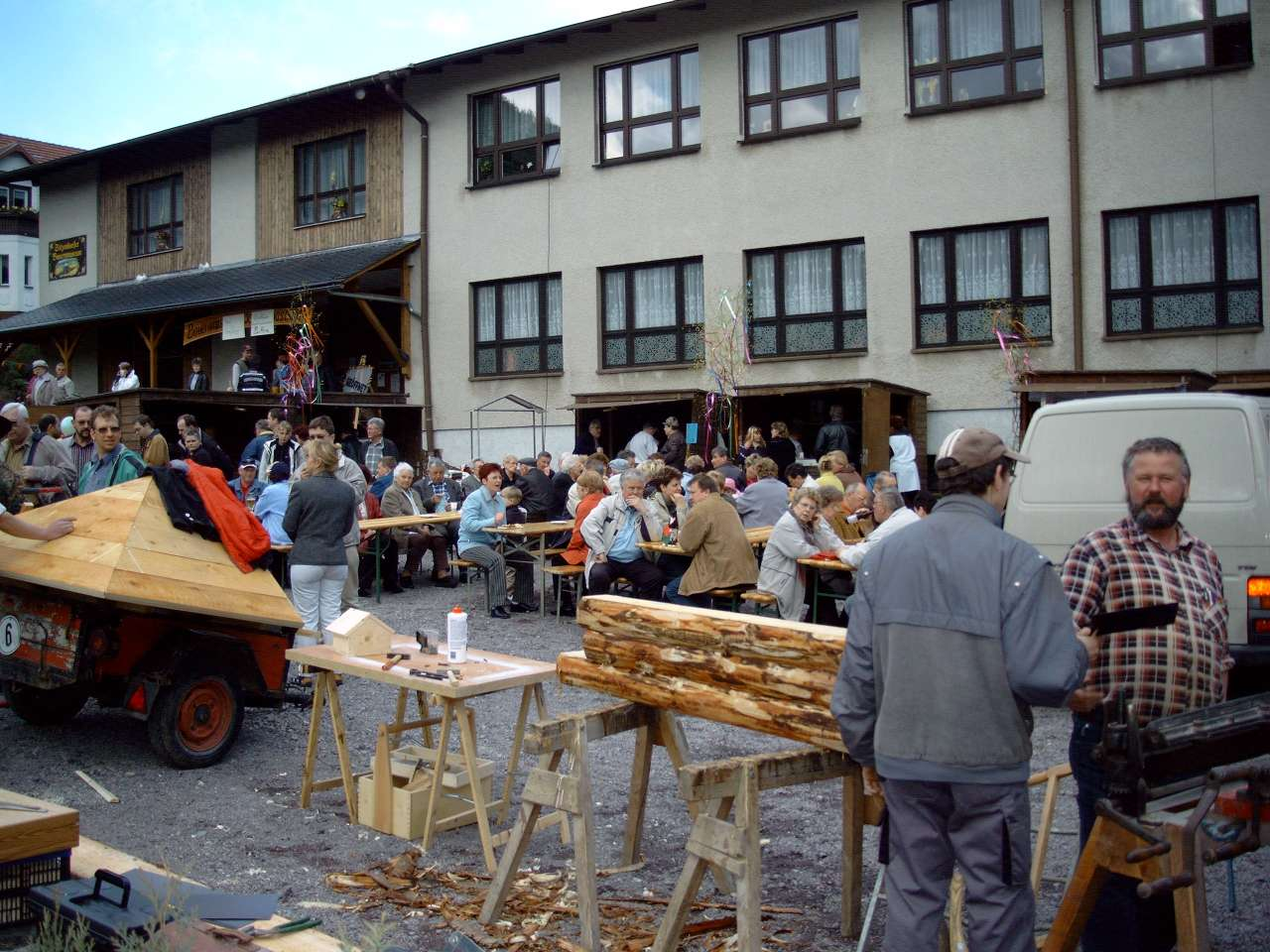
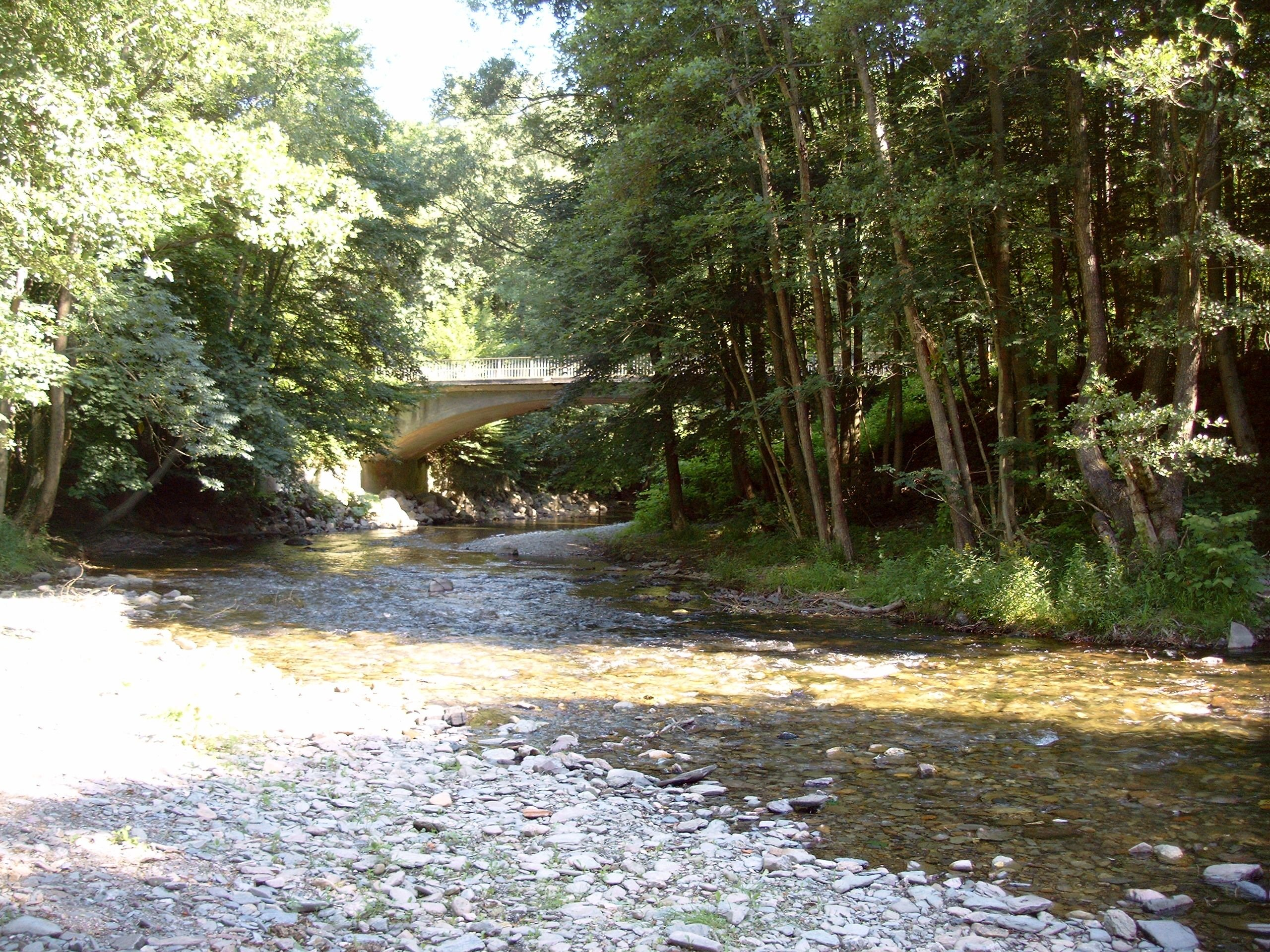
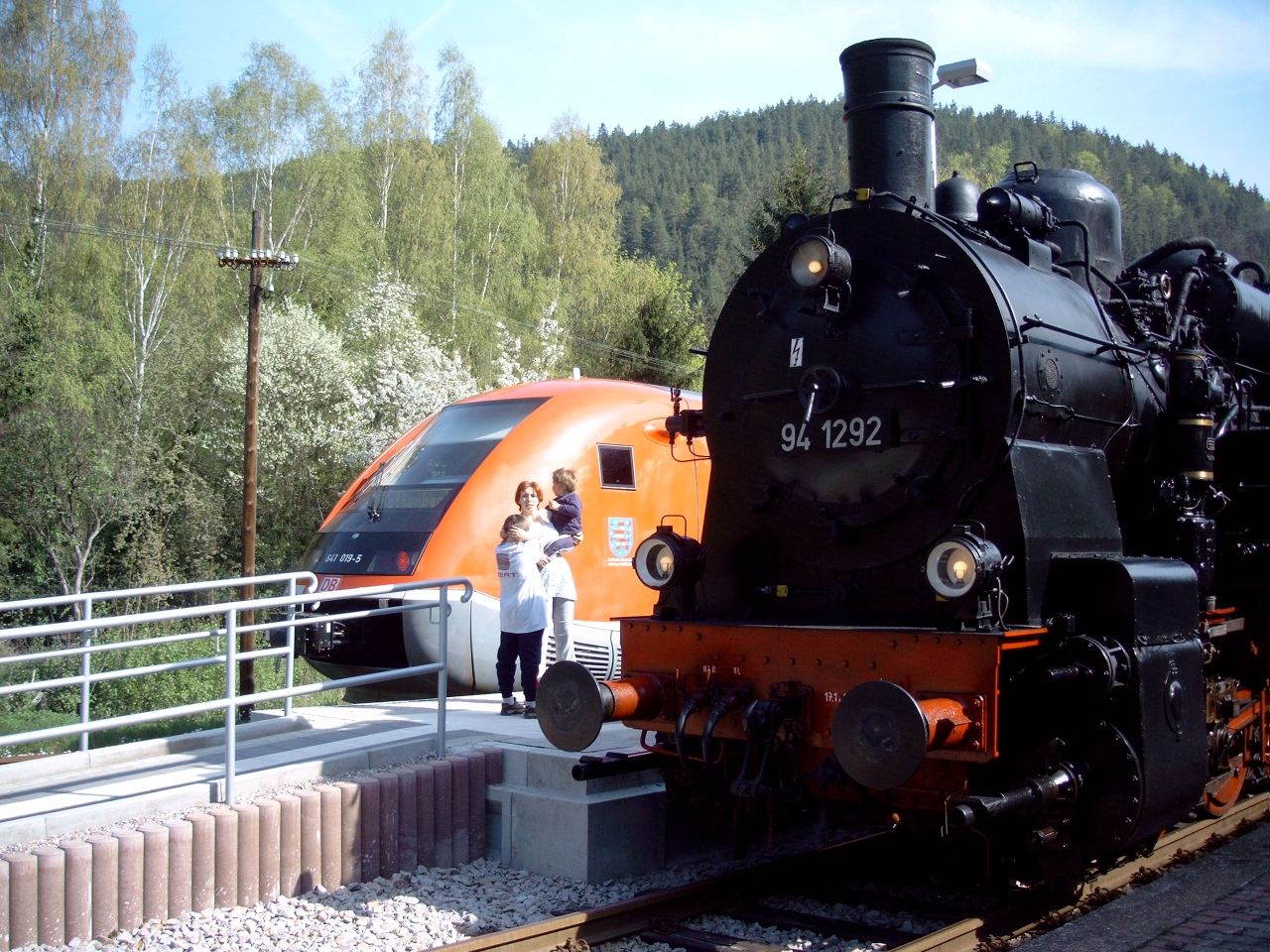